# Região Geográfica Imediata de Parauapebas
A Região Geográfica Imediata de Parauapebas é uma das 21 regiões imediatas do estado brasileiro do Pará, uma das 3 regiões imediatas que compõem a Região Geográfica Intermediária de Marabá e uma das 509 regiões imediatas no Brasil, criadas pelo IBGE em 2017. É composta de 4 municípios.